# Gemert
Gemert è una località e un'ex-municipalità dei Paesi Bassi situata nella provincia del Brabante Settentrionale. Soppressa il 1º gennaio 1997, il suo territorio, è andato a costituire, insieme a quello della ex-municipalità di Bakel en Milheeze, la municipalità di Gemert-Bakel.